# Leone Leoni (compositor)
Leone Leoni (Verona, c. 1560 - Vicenza, 24 de junio de 1627) fue un compositor de polifonía que sirvió como maestro de capilla en la Catedral de Vicenza desde 1588.

## Vida
Nació en Verona hacia 1560, pero no se conocen sus primeros años o su formación musical, aunque se sabe que tuvo algún tipo de relación con el conde Maria Bevilacqua. Probablemente estudió en la Scuola degli Accoliti, en Verona, donde se formó como sacerdote.
En abril de 1588 solicitó al obispo y al cabildo catedralicio una capellanía en San Giacomo. El 29 de junio fue ordenado sacerdote y ese mismo día fue nombrado maestro de capilla de la Catedral de Vicenza, con un salario de 4 ducados. Permanecería en el cargo hasta su fallecimiento en Vicenza, el 24 de junio de 1627.
Fue miembro de la Accademia Olimpica de Vicenza en algún momento entre 1609 y 1612. De acuerdo con las portadas de su Sacri fiori (1609) y su Sacri fiori, Secondo libro (1612), cuando aparece por primera vez la inscripción «Accademico Olimpico». Es muy probable que Ludovico Balbi fuera alumno suyo.
Le sucedería en el magisterio de Vicenza su compañero, que también había estudiado con el maestro Asola, Amedeo Freddi en 1627.

## Obra
Compuso motetes para coros antifonales, algunos en muchas partes con acompañamiento instrumental. Como era de esperar de un maestro de capilla de la catedral, también produjo misas, salmos, magnificats y otra música litúrgica, alguna de ella publicada Cantici sacri (1608), así como madrigales religiosos y seculares.
Contribuyó a la antología Psalmodia vespertina dedicada por Asola a Palestrina y publicada en Venecia. Muchos de sus libros de motetes se imprimieron bajo el título Sacri fiori [Flores sagradas] en Venecia, muchos de los cuales se reimprimieron:
- Primo Libro (1606);
- Secondo Libro (1612), dedicado al Cardenal Madrucci, príncipe de Trento;
- Quarto Libro (1622), dedicado a su alumna, la hermana Alba Tressina, en el convento de Araceli en Vicenza